# Vrbas
 Ovo je glavno značenje pojma Vrbas. Za druga značenja pogledajte Vrbas (razdvojba).
Vrbas je rijeka u zapadnom dijelu Bosne i Hercegovine, lijevi pritok Save, dugačka oko 250 km, s površinom porječja od 6273 km2. Nastaje od dva vrela na Zec planini (ogranak Vranice). Rijeka Vrbas usjeca kompozitnu dolinu, prolazeći kroz Skopaljsku kotlinu, Vinačku klisuru, Jajačku kotlinu, kanjonsku dolinu Tijesno, Banjolučku kotlinu, a donjim tokom preko svoje makroplavine Lijevče polje. Najznačaniji pritoci Vrbasa su Vrbanja, Pliva i Ugar. Na rijeci je izgrađeno nekoliko značajnijih hidrocentrala. Na obalama Vrbasa nalaze se Uskoplje, Bugojno, Donji Vakuf, Jajce, i Banja Luka.

## Simbol Banje Luke
Banja Luka je najveći grad na rijeci Vrbas, a Vrbas predstavlja jedan od njezinih osnovnih simbola. Idući ka jugu, Vrbas je stvorio fantastičan kanjon u kojem se nalazi niz prirodnih rijetkosti. Brzaci, slapovi, bukovi, plaže, okolne stijene, te bogatstvo biljnog i životinjskog svijeta čine ovaj predio posebnim. Specifičnost ove rijeke predstavlja i banjalučki čamac dajak koji je dobio ime po motki koja služi za odgurivanje čamca.

## Skladbe o Vrbasu
"Oj Vrbase vodo hladna", "Kraj Vrbasa sjedi momče", "Vrbas voda", "Vozila se po Vrbasu lađa", "Oj Vrbase ti mi čuvaš tajnu", "Zelena rijeko" ... to su sve skladbe koje su opjevale rijeku Vrbas.
Mnogi pjevači su izvodili pjesmu "Zelena rijeko", koja je prvi put izvedena na festivalu "Prvi aplauz" Banja Luka 1973. Pjesma govori o Vrbasu i ljubavi, koju je mnoga mladež doživjela kraj Vrbasa.

## Galerija
- Kanjon Vrbasa u podnožju Čemernice
- Kanjon Vrbasa
- Most na Vrbasu u Banjoj Luci
- Vrbas u Banjoj Luci